# Estadio Popular
El Estadio Popular o bien el Estadio del Pueblo (en criollo de Seychelles: Stad Popiler; en francés: Stade Populaire; en inglés: People's Stadium) es un estadio de usos múltiples en la ciudad de Victoria, en el país insular de Seychelles. Actualmente se utiliza sobre todo para los partidos de fútbol, por el club Super Magic Brothers  de la Primera División de Seychelles. El estadio tiene una capacidad de 7.000 espectadores. Fue la sede del equipo de fútbol nacional de Seychelles hasta que el Estadio Linité (Stade Linité) abrió sus puertas en 1992.